# Dretyń
Dretyń is een plaats in het Poolse district  Bytowski, woiwodschap Pommeren. De plaats maakt deel uit van de gemeente Miastko en telt 1139 inwoners.